# 电动助力车

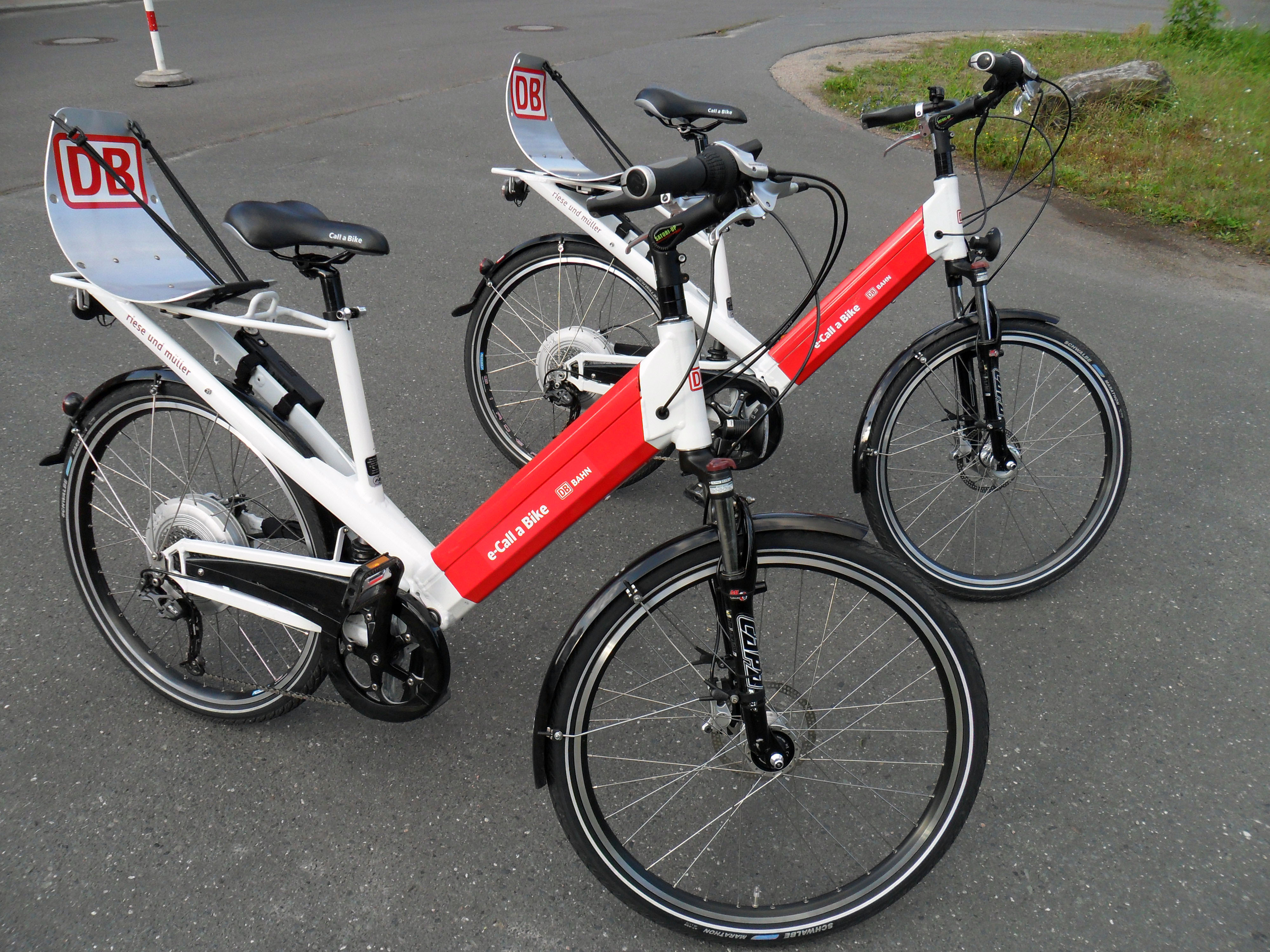
电动助力车

电动助力车是一种电动自行车，此類自行車可以由小型电动机驅動，但自行車手必須踩腳蹬後電動機才會起作用。而有一類电动自行车，騎車人無需踩踏腳蹬，單純靠電動機就能驅動車輛，這種電動自行車有時會被視為轻便摩托车。电动助力车有一个电子控制器，會偵測騎車人腳蹬曲柄的速度（踏頻），當騎車人不踩腳蹬或自行車速度達到25 km/h（16 mph）或32 km/h（20 mph）時，電子控制器就會切斷電動機的電源。
相對於沒有電機的自行車，电动助力车在遇到逆風狀態或丘陵地帶時就有優勢，此時电动助力车的騎手就比較省力。不過电动助力车相對普通自行車來說價格比較昂貴，因而盜竊風險也更高，而且电动助力车相對來說更重。